# Alexander Petersson
Alexander Petersson (ur. 2 lipca 1980 w Rydze) – urodzony na Łotwie piłkarz ręczny reprezentacji Islandii. Gra na pozycji prawoskrzydłowego. Obecnie występuje w Bundeslidze, w drużynie Rhein-Neckar Löwen. Największy sukces z reprezentacją odniósł podczas Igrzysk Olimpijskich 2008 w Pekinie, zdobywając srebrny medal olimpijski.
Podczas mistrzostw Europy w 2010 r. w Austrii zdobył brązowy medal.
W 2004 otrzymał islandzkie obywatelstwo, wcześniej reprezentował Łotwę.
W 2008 otrzymał Krzyż Kawalerski Orderu Sokoła Islandzkiego.

## Sukcesy

### reprezentacyjne
- 2008:  wicemistrzostwo Olimpijskie (Pekin)
- 2010:  brązowy medal mistrzostw Europy (Austria)

### klubowe
- 2008:  wicemistrzostwo Niemiec